# Andreas Hedlund
Pour les articles homonymes, voir Hedlund.
Andreas Hedlund (né le 17 novembre 1973), est un chanteur, musicien et producteur suédois de heavy metal, également connu sous le nom Vintersorg et Mr. V. Il officie dans des domaines variés : black metal, metal progressif, folk metal et autres.

## Biographie

### Les débuts
La carrière musicale d'Andreas Hedlund commence avec les groupes Masticator (death metal) et Cosmic Death (black metal). Ces deux groupes n'ont pas vécu très longtemps, et n'ont produit que des démos à la diffusion extrêmement restreinte.
En 1994, après l'arrêt de ces groupes, Andrea décide d'explorer de nouvelles idées, en mélangeant des éléments de black metal, (blast beats, riffs de guitares rapides, voix grognées) avec de la Musique folk, des mélodies, et des voix claires. Ce nouveau groupe s'appelle "Vargatron", ("Trône du loup"). Le groupe se sépare durant l'été 1996 pour manque d'intérêt des autres membres.
Le groupe est ressuscité par Andreas comme projet solo, qu'il renomme Vintersorg, ce qui signifie chagrin d'hiver. Vintersorg existe encore à ce jour. Signé chez Napalm Records, la musique de ce groupe a connu de nombreux changements de styles, toujours en évolution et en remises en question.
À la même époque que Vargatron, en 1995 s'est formé un autre groupe. Constitué de Vintersorg au chant et à la guitare, Mattias Marklund à la guitare et Stefan Strömberg à la batterie, le groupe est né sur les cendres de "Blackburning Evening" un groupe de death metal dans lequel jouait ces trois musiciens. 
Lassés des morceaux "Blackburning Evening", ils décident donc de créer Otyg en hommage à leurs racines, et décident de jouer un Folk metal mélodique, s'inspirant des traditions scandinaves.
Ils engagent à leurs côtés Cia Hedmark, violoniste et chanteuse, Daniel Fredriksson bassiste jouant également de la willow flute, du keyed fiddle et de la guitare-luth.
Le groupe réalise alors trois démos, et finit par signer un contrat chez Napalm Records, qui produit deux albums.
Après la sortie du premier album, Stefan et Samuel Norberg (qui jouait de l'harmonica) quittent le groupe. Fredrik Nilsson prend la place de batteur en 2002. Daniel prend le rôle d'harmoniciste. Le groupe est mis en suspens en 2002, Andreas et Mattias manquant d'inspiration pour ce projet.

### Le nouveau millénaire
À l'arrivée de l'an 2000, Andreas s'intéresse à un autre projet. Ce nouveau groupe, appelé Havayoth, est un groupe de metal gothique formé par Marcus "Vargher" E. Norman (Ancient Wisdom, Bewitched, Naglfar, et Throne of Ahaz) et Morgan Hansson de Naglfar.
Andreas chante sur l'album His Creation Reversed sorti en 2000. Mais il quitte le groupe quelque temps après. Le groupe continue à jouer sans Hedlund.

### Vieux amis
Après le départ du chanteur ICS Vortex, Borknagar cherchait un remplaçant. Ami depuis quelque temps, Øystein G. Brun demande à Andreas de tenir ce rôle pour l'album en développement, Empiricism.
Andreas rejoint donc le groupe en 2001, et reste le chanteur titulaire à ce jour. Cette formation a enregistré deux albums, parus chez Century Media Records, un troisième étant en production. Le groupe s'est également produit sur scène à de nombreuses occasions.
En 2002, Benny Hägglund, un ami de longue date d'Andreas et batteur live pour son projet Vintersorg, commence à travailler à un projet qui combinerait mélodie et agressivité dans des chansons énergiques. Il demande à Andreas de l'aider dans ce projet, ce qui a donné la naissance de Fission. Benny y joue de la batterie, de la guitare et de la basse. Andreas y chante et ajoute un côté expérimental à leur thrash metal mélodique grâce à son jeu de synthé particulier. Le groupe a enregistré Crater, son premier album sorti en 2004 chez Napalm Records.

### Aujourd'hui
À l'automne 2004, Andreas commence à écrire une nouvelle musique à ses heures perdues. Reflétant plus ses réflexions intérieures avec un côté émotionnel plus prononcé, elle prend alors la forme d'un rock progressif et symphonique, en rupture avec les différents styles de metal pour lesquels il est reconnu. Ces idées donnent naissance à un nouveau projet solo qu'il appelle Waterfield. Finalement, M.V produit assez de matériel pour un album complet, qu'il finit par sortir chez Lion music le 20 janvier 2006 sous le nom de The Astral Factor. Le "groupe" s'appelle désormais Waterclime.
En tant qu'amis de longue date Øystein G. Brun and Mr. V ont fini par créer de solides liens musicaux, et partager une même vision. Ils ont depuis longtemps l'envie de créer un groupe, mais cette idée fut mise en sommeil lorsqu'Andreas rejoignit Borknagar.
Finalement, en 2005, le projet revient au goût du jour. Appelé "ion" à l'origine, il est rebaptisé Cronian, ce projet reflète la vision commune des deux musiciens. Les chansons vont au-delà des structures standard, pour essayer de créer une ambiance cinématographique, évoquant des images de paysages arctiques grandioses. Le projet donne ses fruits le 27 mars 2006, avec la sortie de l'album Terra chez Century Media Records.

## Discographie

### AvecCosmic Death
- 1997 : Crimson Nightgate, démo

### AvecOtyg
- 1995 : Bergtagen, démo
- 1996 : I Trollskogens Drömmande Mörker, démo
- 1997 : Galdersång till Bergfadern, démo
- 1998 : Älvefärd
- 1999 : Sagovindars Boning

### AvecVintersorg
- 1998 : Hedniskhjärtad ("Paganhearted"), (E.P.), Napalm Records, ref : NPR049.
- 1998 : Till Fjälls ("To the Mountains"), Napalm records, ref : NPR 056.
- 1999 : Ödemarkens son ("Son of the Wilderness"), Napalm records, ref : NPR072.
- 2001 :  Cosmic Genesis - Napalm records.
- 2002 : Visions from the Spiral Generator, Napalm records.
- 2004 : The Focusing Blur - Napalm records, ref : NPR 137.
- 2006 : Solens Rötter (Sun's Roots) - Napalm records.
- 2011 : Jordpuls ("Earth Pulse") - Napalm records.
- 2012 : Orkan ("Hurricane") - Napalm records.

### AvecHavayoth
- 2000 : His Creation Reversed

### AvecBorknagar
- 2001 : Empiricism - Century media
- 2004 : Epic - Century media
- 2006 : Origin - Century media
- 2010 : Universal - Indie Records
- 2012 : Urd - Century media

### AvecFission
- 2004 : Crater

### AvecWaterclime
- 2006 : The Astral Factor

### Avec Cronian
- 2006 : Terra, Ed. Century media records.